# ザマール
ザマール(アラビア語: ذمار)はイエメン南西部のザマール県の県都である。座標は北緯14度33分0秒 東経44度24分6秒 / 北緯14.55000度 東経44.40167度座標: 北緯14度33分0秒 東経44度24分6秒 / 北緯14.55000度 東経44.40167度で、標高約2400mに有る。2014年の人口は約16万人である。日本では、英語読みからダマールと表記されることがある。

## 概観
ザマールは首都サナアの南100km、イッブの北、アル・ベイダの西に位置する。「ザマール」はサバア王国のザマール・アリ・ヤフベル王に由来する。ザマール王の像がザマール近郊のアル・ナフラ・アル・ハムラー(赤い椰子)で発見された。かつてはイエメン有数のアラビア・イスラム文化と科学の中心だった。アビ・バクル・アル・サデーク王の時代に大きなモスクが建てられた。ザマールはアラビア半島の中では早い段階で馬の飼育に成功した。ザマール盆地の中心にザマールは位置する。伝説ではヒムヤル王国のザマール・アリ王がザマールを建設したと言われている。彼はマーリブ・ダムを修復した事で知られる。ザマールはイエメン北部で唯一城壁や天然の壁に囲まれていない都市である。近くの部族が水曜市に訪れる。国内最大のザマール大学が有る。

## 姉妹都市
- ディキル、ジブチ

## 著名人
- ショシャナ・ダマリ (1923年～2006年)、イスラエル人歌手
- ナビル・アル・ガルビ (1993年～)、イエメン人長距離走者。ロンドンオリンピック (2012年)に出場。